# Mâlain
Mâlain is een gemeente in het Franse departement Côte-d'Or (regio Bourgogne-Franche-Comté) en telt 685 inwoners (2004). De plaats maakt deel uit van het arrondissement Dijon.

## Geografie
De oppervlakte van Mâlain bedraagt 11,2 km², de bevolkingsdichtheid is 61,2 inwoners per km².
De onderstaande kaart toont de ligging van Mâlain met de belangrijkste infrastructuur en aangrenzende gemeenten.

## Demografie
Onderstaande figuur toont het verloop van het inwonertal (bron: INSEE-tellingen).